# Trzęsów

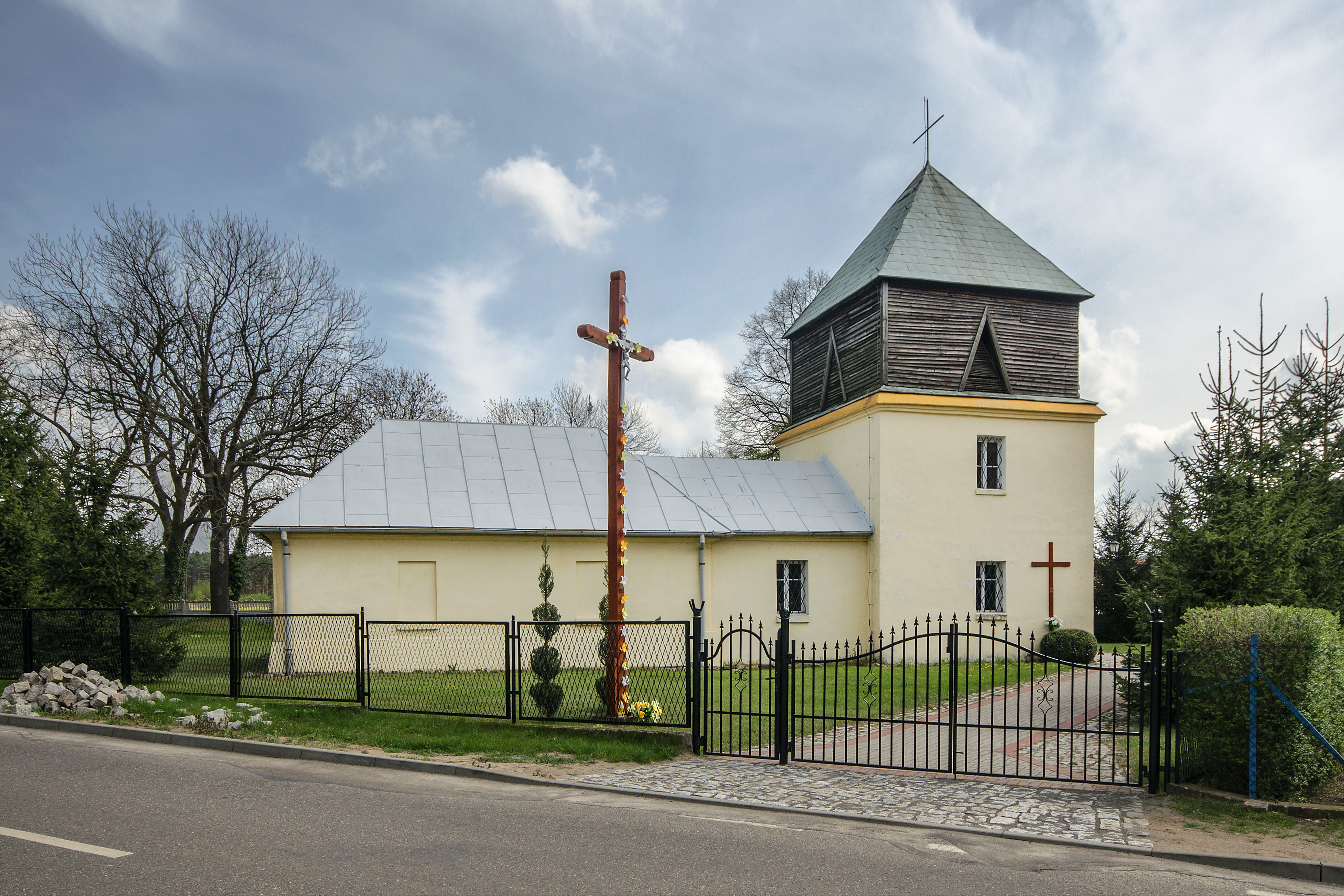
Kirche St. Josef

Trzęsów (deutsch: Rostersdorf) ist ein Ort in der Landgemeinde Grębocice im Powiat Polkowicki der Woiwodschaft Niederschlesien in Polen.

## Geschichte
Etwas nordöstlich des Dorfzentrums befindet sich ein Urnenfeld mit Siedlungsnachweisen aus der Zeit der Lausitzer Kultur. Die deutschsprachige Kolonisierung der Gegend erfolgte im Zuge der Hochmittelalterlichen Ostsiedlung. Erste urkundliche Erwähnungen des Ortes finden sich jedoch erst ab 1446. Das Dorf zeigt die Form eines Waldhufendorfes. Die Etymologie des Namens Rostersdorf leitet sich wohl von Rüstern (Ulmen) her.
Nach den Verlusten des Dreißigjährigen Krieges wurde 1654 mit dem Bau der Rostersdorfer Kreuzkirche begonnen und diese circa 1669 fertiggestellt. Im Januar 1917 wurde der weithin sichtbare Turm der Kirche aus militärtaktischen Gründen von der Wehrmacht abgerissen. Mit Eindringen der Roten Armee kam es zu weiteren Zerstörungen, in deren Zuge auch die Kirchenbücher verschollen gingen. Später diente das Material der Kirche als Brennholz.
Das Gut Rostersdorf war von den Großteil der Zeit von 1796 bis 1945 im Besitz der Familie von Roedern, ausgenommen die Jahre 1798–1817, in welcher es sich in der Hand Friedrich August von Graevenitz’ befand. Das Rostersdorfer Schloss war ein Bau aus der Zeit des frühen 18. Jahrhunderts vom Typ einer rokoko-barocken Hufeisenanlage. Im Zuge der Industrialisierung und zunehmenden Verstädterung emigrierten im 19. und Anfang des 20. Jahrhunderts zahlreiche junge Rostersdorfer nach Breslau, Liegnitz und Berlin.
Am 26. Januar 1945 erging der Befehl zur Räumung von Rostersdorf. Am 27. Juni 1945 begann die polnische Besiedlung Rostersdorfs und kurz darauf die Umbenennung in Trzęsów (Sumpfgebiet).

## Persönlichkeiten
- Friedrich August von Graevenitz (1730–1809), preußischer General der Infanterie